# Danny, le champion du monde
Danny, le champion du monde (Roald Dahl’s Danny, the Champion of the World ou Danny, the Champion of the World) est un téléfilm britannique de Gavin Millar sorti en 1989.

## Synopsis
Danny Smith a dix ans. Il vit seul avec son père, William, dans le comté de Buckingham où celui-ci tient un petit garage à l’ancienne. Sitôt sorti de l’école, Danny, déjà bon mécanicien, donne un coup de main au garage. Dans cette paisible campagne anglaise, le père et le fils logent dans une antique caravane, et sont heureux de vivre. Mais un jour, vient s’installer Victor Hazel. Ce châtelain, venu d’on ne sait où, veut acheter tout le comté. Y compris le garage de William Smith. Par son refus, ce dernier se fait d’Hazel un ennemi juré. Le châtelain fait creuser un piège dans la forêt en espérant que le garagiste y tombera lorsqu’il braconne. Une nuit, Danny se réveille et constate l’absence de son père. Il part à sa recherche, le trouve et le libère du piège. C’est par la ruse que Danny va débarrasser le comté du châtelain aux dents longues. Pour tous les villageois reconnaissants, Danny est vraiment le champion du monde !  

## Fiche technique
- Titre : Danny, le champion du monde
- Titre original : Roald Dahl’s Danny, the Champion of the World
- Réalisation : Gavin Millar
- Scénario : John Goldsmith d’après le livre de Roald Dahl
- Images : Oliver Stapleton
- Musique : Stanley Myers
- Décor : Richard Homsby
- Montage : Peter Tanner et Angus Newton
- Production : Portobello Production
- Distributeur : GSO
- Pays d'origine :  Royaume-Uni
- Genre : Aventures
- Durée : 84 minutes
- Date sortie :
  - États-Unis : 29 avril 1989
  - France : 10 juillet 1991

## Distribution
- Jeremy Irons : William Smith
- Samuel Irons : Danny Smith
- Robbie Coltrane : Victor Hazel
- Jimmy Nail : Rabbets
- William Armstrong : Springer
- Cyril Cusack : Docteur Spencer
- Lionel Jeffries : Mr Snoddy
- Andrew MacLachlan : Duke
- Jonathan Adams : Sergent Samways
- Phil Nice : le postier